# Декларация о поражении Германии
Декларация о поражении Германии и взятии на себя верховной власти в отношении Германии правительствами Союза Советских Социалистических Республик, Соединённого Королевства и Соединённых Штатов Америки и Временным правительством Французской Республики — генеральный документ об условиях капитуляции нацистской Германии, послуживший юридической основой для законодательной и административной деятельности оккупационных властей на германской территории в первые послевоенные годы.
Декларация о поражении в Германии была подписана в Берлине 5 июня 1945 года.

## Предыстория
Первоначальный текст Декларации о поражении Германии был подготовлен Европейской консультативной комиссией 25 июля 1944 года как документ о безоговорочной капитуляции Германии. 12 мая 1945 года документ был пересмотрен ЕКК при участии представителя Франции, в него были внесены поправки и изменения.
Декларация констатировала осуществлённую безоговорочную капитуляцию нацистской Германии, отсутствие в Германии правительства или власти, способной нести ответственность за сохранение порядка и управление страной, и переход верховной власти в побеждённой стране к правительствам союзных держав. В Декларации также содержались требования, возникавшие из полного поражения и безоговорочной капитуляции Германии: полное прекращение военных действий, сдачу оружия, выдачи нацистских лидеров и военных преступников, а также возвращения военнопленных. Союзники объявляли о своих намерениях предпринять такие меры, которые они сочтут необходимыми для будущего мира и безопасности.

## Подписание
Декларация о поражении в Германии была подписана в Берлине 5 июня 1945 года, спустя почти месяц после безоговорочной капитуляции Германии и через две недели после ареста последнего правительства нацистской Германии гросс-адмирала К. Дёница.

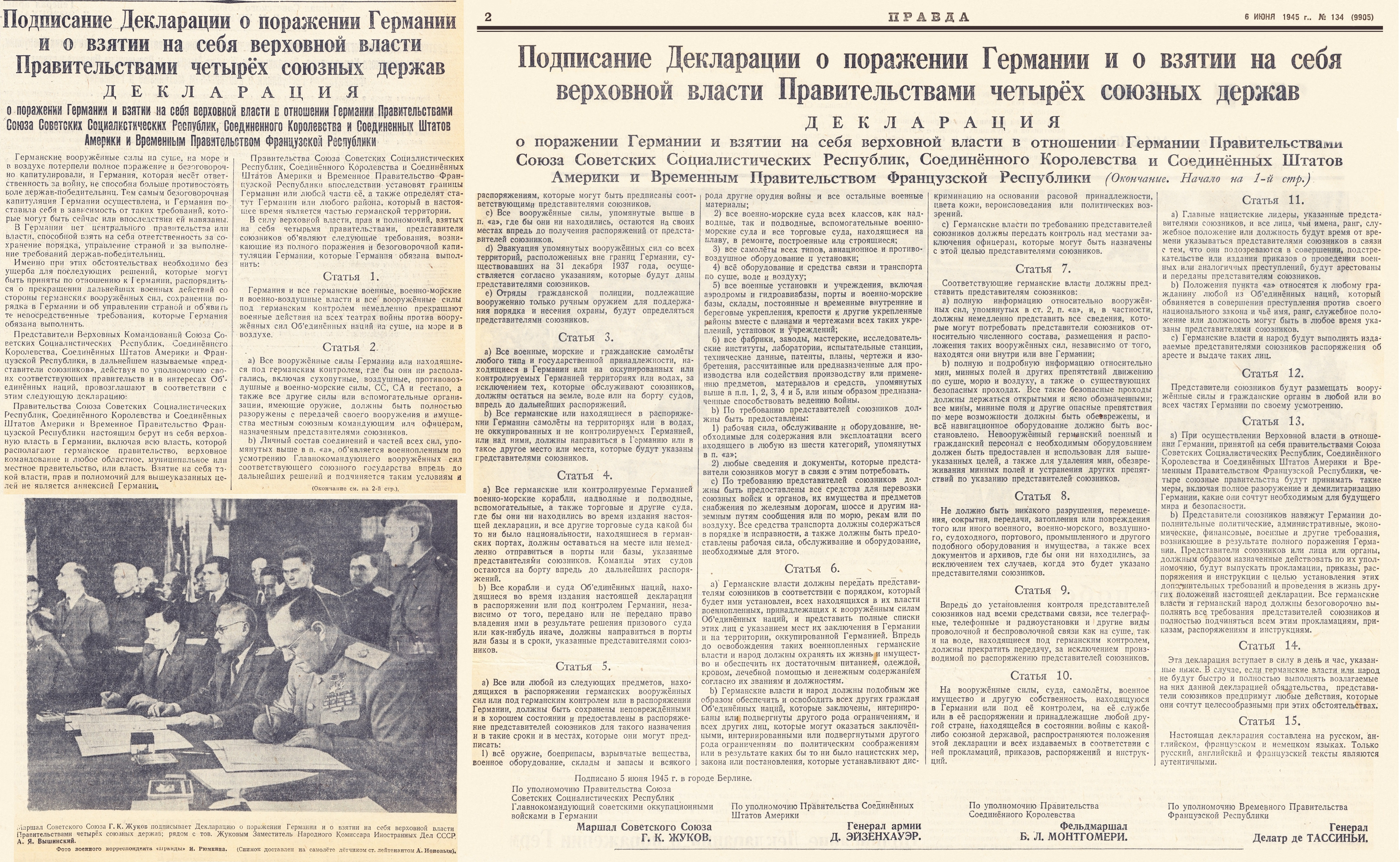
Номер «Правды» от 6 июня 1945 года с текстом Декларации о поражении Германии

От СССР Декларацию подписал Маршал Советского Союза Г. К. Жуков, от США — генерал Д. Эйзенхауэр, от Великобритании — фельдмаршал Б. Л. Монтгомери, от Франции — генерал Ж. М. де Латр де Тассиньи. Официальная церемония состоялась на вилле в берлинском районе Кёпеник, где находился штаб маршала Г. К. Жукова. В западной историографии Декларация о поражении Германии именуется Берлинской декларацией. Вместе с Декларацией о поражении Германии 6 июня было опубликовано краткое изложение соглашений о зонах оккупации и о контрольном механизме в Германии.
25 июля 1945 года между правительствами Союза Советских Социалистических Республик, Соединённого Королевства и Соединённых Штатов Америки и Временным правительством Французской Республики было заключено соглашение о некоторых дополнительных требованиях, исходя из Декларации о поражении Германии и вытекающих из полного поражения и безоговорочной капитуляции Германии.